# Terbutalina
La terbutalina, un Beta 2 agonista selettivo, è il principio attivo di indicazione specifica contro alcune malattie ostruttive respiratorie.

## Indicazioni
In forma di sale solfato, viene utilizzato come trattamento farmacologico contro l'asma e anche altre patologie che occludono le vie respiratorie come la broncopneumopatia cronica ostruttiva. Viene utilizzato anche in neonatologia in casi di nascite premature.

## Effetti indesiderati
Fra gli effetti indesiderati si riscontrano tremore, crampi muscolari, cefalea, insonnia, tachicardia.

## Dosaggi
- Per via orale, 2,5 mg 3 volte al giorno (dose massima 5 mg 3 volte al giorno)
- Per via endovenosa (lenta), 250-500 µg anche 4 volte al giorno
- Per via endovenosa (continua), nella soluzione 3-5 µg
- Per inalazione, 500 µg (massimo 4 dosi)

## Stereochimica
Terbutalene contiene uno stereocentro e consiste di due enantiomeri. Questo è un composto racemico, cioè una miscela 1: 1 di (R) - e la (S) - forma:
| Enantiomeri di terbutalina | Enantiomeri di terbutalina |
| -------------------------- | -------------------------- |
| CAS-Nummer: 37394-31-3     | CAS-Nummer: 90877-48-8     |